# Aliatar
Ibrahim Aliatar, Ali-Atar ou Ali al-Attar est un général du royaume de Grenade, alcaïde, c'est-à-dire gouverneur de Loja et seigneur de Xagra. Il est le père de Morayma, reine-consort de Grenade par son mariage avec Boabdil, le dernier gouverneur de Grenade. Il meurt à la bataille de Lucena en 1483.

## Biographie
Selon l'historiographie, et plus particulièrement dans les faits racontés par Washington Irving, il y aurait eu avant même le mariage entre sa fille et son suzerain des liens entre Aliatar et le prince Boabdil était non seulement amicaux, mais aussi familiers. Boabdil, après être revenu du champ de bataille où il a défendu son royaume par l'épée, fut captivé par une belle jeune fille appelée Morayma qui s'est révélée être la fille d'Aliatar. Boadbil l'a par la suite rapidement pris pour femme et est ainsi devenue la reine de Grenade.
En 1482, les Rois catholiques font le siège de la ville de Loja, dite La clé de la vallée. Le 9 juillet 1482, les castillans s'installent dans une petite vallée plantée d'oliviers et de collines, au pied de la forteresse nasride de Loja. Cette place-forte est défendue par son seigneur, le général Aliatar. Celui-ci, profitant d'une négligence des envahisseurs, fait une sortie avec des fantassins et des cavaliers attaquant directement le camp des castillans. Il parvient ainsi à s'emparer d'armes, de canons et du matériels que les chretiens avaient amenés pour leur siège et repouse ainsi les troupes castillanes,.
Aliatar est mort pendant la bataille de Lucena en 1483, voir à son retour à la ville de Loja après la bataille. Pour tenter de conquérir la ville chrétienne de Lucena, située à quelques dizaines de kilomètres au nord de Loja, l'armée grenadine avait réussi à réunir plus de sept-mille hommes comprenant infanterie et cavalerie. Cependant, l'armée castillane réussit à repousser les troupes musulmans notamment en capturant le roi Boabdil.

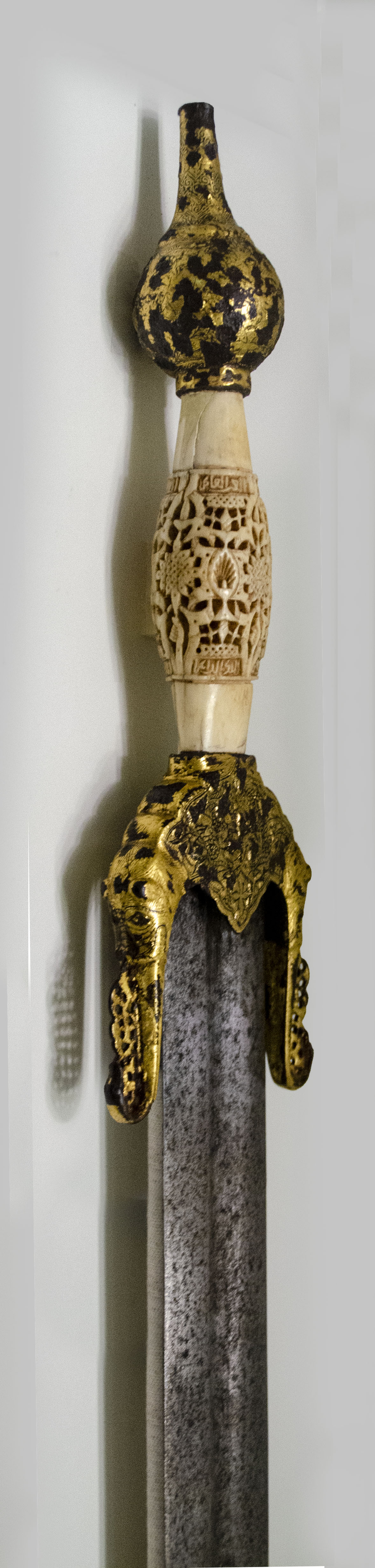
épée jineta d'Aliatar, au Musée de l'Armée d'Espagne à Tolède.

Une de ses épées de type jineta(es) est exposée au musée national de l'armée à Tolède. 